# 杰梅因·杰克逊
杰梅因·杰克逊（英語：Jermaine Jackson，1976年6月7日—），美国NBA联盟前职业篮球运动员。